# 足
足（あし、foot）は、くるぶし以下接地部の身体の一部である。

## 形態学的観察
足は、それを所有する生物によって構成要素や構造が様々であり、彼らはその機能に見合った生活をしている。人という地上に生息する脊椎動物に限らず、無脊椎動物も含めて対という数で備わっており、発生学的に偶数字になっている。一般的な生物の足には様々な付属器官があり、指のみならず生殖器や外分泌器を備えているものもあり、それらを用い外敵に対抗し身を守る手段として利用している種が多くを占める一方、蛇のように足を痕跡が残る程度にまで退化させた種もある。また足に付属する指は、足による体勢維持や体を支えるという機能以外に様々な行動を補助するものとなっている。

### 生物学における足
両生類以上の脊椎動物では、二対の足を持ち、前のものを前肢、後ろのものを後肢という。基本的構造は二対でほぼ共通しており、鳥類では前肢は翼に該当する。また、前肢を手、後肢を足と区別する場合もある。なお、この分類では人間の足は後肢にあたる。
生物分類で脊椎動物以外に、足らしい足を持つものに節足動物が挙げられる。節足動物は体節ごとに一対の付属肢を持ち、付属肢は外骨格を擁し関節で屈折を可能とする。
環形動物と有爪動物では、節足動物のように体節ごとに一対の歩行器官が突出するが、これには外骨格も関節もないため、疣足と称する。
軟体動物では、基本的には腹面いっぱいに肉質の運動器官を備え、これを足という。分類群によってその形は大きく異なるので、足の形によって分類群の名が付いているものがある（巻き貝類→腹足類、二枚貝類→斧足類など）。タコやイカなど頭足類では足は多数に分かれ、足と呼ばれたり触手と呼ばれたりする。
棘皮動物では体内の水管系につながった細い管を多数体外に伸ばし外界に付着させ、付着した管を牽引することで自身が移動させる種があり、移動に用いられるそれらの細い管をさして管足という。棘皮動物は五放射相称であるため、管足は対をなさない。
細菌類では仮足と呼ばれる肢を伸ばし、移動や捕食、外界知覚を行う。

### ヒトの足

#### 部位

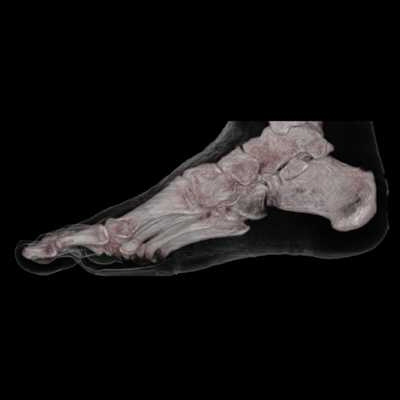
側面から見た人の右足の骨と皮膚(CTの3D画像)

ヒトの足 (foot) は、形態学的に踝（くるぶし、足首の左右のふくらみ）あたりから末梢端接地部までを指す。ヒトに限らず、末端を「爪先（つまさき）」、上面を「足の甲（こう）」、下面を「足の裏」または「蹠（あしうら）」・「足底（ソクテイ）」・「趺（あなひら）」、下面の後端を「踵（かかと）」・「きびす」と呼ぶ。足の指を手の指と区別して「趾（あしゆび）」と呼ぶこともある。
広義には、腿（もも）までを含めた下肢全体を足 (leg) と呼ぶことがある。この意味では、「脚」という漢字を用いることが多い。脚は、接地部から上に向かって、足首、脛（すね）、膝（ひざ）、腿（もも、たい）といった部位に分けられている。
腿（もも）は古くは「はぎ」と言い、立って対面したとき向かい合う部分を「向かはぎ」と呼んだ。やがて「はぎ」は脹脛（ふくらはぎ）を指すようになり、「向かはぎ」は「向こう脛（むこうずね）」を指すようなった。向こう脛は「脛」と同義である。脛骨の向こう脛側には、皮下のすぐ下の骨膜上を神経が走っている（弁慶の泣き所）。
脹脛は「腓（こむら）」とも呼ばれる。いわゆる「こむら返り」とは、脹脛の腓腹筋が痙攣を起こしている状態を指す。
膝の裏は凹んでいて、「膝窩（しっか）」、「膕（ひかがみ）」などと呼ばれる。
足の成長は、男性が16歳ごろ、女性は14歳ごろで止まり、女性の足は男性の足と比べて小さい。

#### 特徴
ヒトの足は直立二足歩行に適した構造を有している。
人の足は人の手と同様に10以上の骨格筋と腱から成り立っており、立っていて体重を移動したときにそれぞれが細かく動くことで負荷を分散させている。
ヒトの足とサルの足を比較すると次のような特徴がある。
- サルの足は第一趾（親指）が他趾から離れていて幅が広く、ブラキエーション（枝から枝への移動）に適している[1]。これに対してヒトの足は趾部が互いに密着しており細長い形状をしている[1]。
- サルは生後から成人になるまで足型がほとんど変化しない[1]（サルの場合には足に占める趾部（指の部分）の割合は約35%でほとんど変化しない[1]）。ヒトの場合、足に占める趾部（指の部分）の割合は、幼児では約25%であるのに対し、成人になると約17%から18%となる[1]。一方、ヒトの足の足根部（踵）は幼児期よりも成年期のほうが大きく、直立姿勢に適しており、歩行の際にも前方に踏み出す推進力を効率よく引き出す構造になっている[1]。
- サルの足は関節が柔らかく手のように扱うことができる（把握#足（後肢）の把握能力も参照）が、固定力は弱く、直立姿勢や歩行には不利である[2]。そのため霊長類はかつては「四手類」と呼ばれた。ヒトの足は重い体重を支え歩行にも耐えうるよう足根部や中足部の関節がじん帯や筋肉で強く固定されている[2]。
- ヒトの足には土踏まずが形成されるが、サルの足には土踏まずが形成されない[2]。

## 足と健康

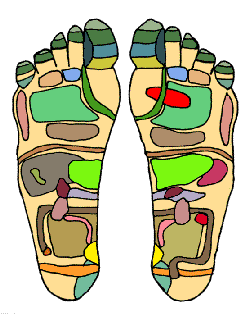
足のリフレクソロジーのチャートの一例

足は時として第二の心臓とも呼ばれ、立位時重力に従って下方向へ体液が流動することによって引き起こされる体液停滞浮腫を、足の血管周辺の筋肉の運動によって上部へ押し返し再び循環系に戻すことを行っている。また手と同様に中医学における経絡（ツボのこと）が多くあるとされ、また足の不具合が体の他の部位の様々な病因となることがあるとされる。足が頭部より低温になる頭熱足寒になると冷え性など様々な健康上の不具合が生じる場合があり、足が頭部より高温になる頭寒足熱の方が良いとされている。また足には手と同様に利き足があり、反対側よりも筋力、長さ等が発達していることが多く、左右の不均等が全身の歪みを引き起こすとも言われている。この足の利きの違いが山中での遭難の原因リングワンダリングを引き起こすと言われている。
足に何らかの症状を引き起こす病気として以下のようなものがある。
- 爪の病気は爪の項を参照。靴や遺伝原因とされる巻き爪も、痛むようなら専門医へ。
- 白癬（はくせん）と呼ぶ皮膚感染症が広く感染者も多いと予測される一般的な病気である。広く一般的にはみずむし、しらくも、たむし等とも呼ばれ、かびに似た細菌に皮膚や爪等のケラチン質が侵され、自覚症状はアレルギー様症状でかゆみや水ぶくれ、疹などが出ることもあるが自覚症状がないものもある。冬場は症状が落ち着き、湿度や温度が高くなる春から夏にかけてかゆみがひどくなることが多いため、肌を清潔に保ち通気性が良い状態に足を保つことで悪化を抑えることができるが、白癬菌は徐々に内部浸透し直りにくくなるため、初期の症状のうちに完全に退治し治療を済ませることが一番大切である。しかし広く浸透している民間療法の多くはほとんど効果がなく、また冬には症状が治まってしまい、命に密接に繋がる病気ではないため、根治ができたはずの初期の段階を通り過ぎて症状がひどくなってから専門医にかかることが多い状態を招いている。白癬罹患者の落とす患部のあかは病因菌の塊であり、同居している家族の感染を防ぐためにも早めに治療を開始することが勧められる。
- 扁平足は土踏まずと言われる足の裏の箇所の凹凸がないものを指し、体重移動が上手くなされず、健常者に比べ立ち仕事や歩行が疲れやすいとされる病気である。遺伝的な因子や骨折、脱臼、靭帯損傷、筋麻痺等に加え、最も多いとされるのが成長期に長時間立ち続けることによって起きる静力学的扁平足である。乳幼児の頃の偏平足は一般的に見られる状態であり、病気と言えるものは後天的なものを指し、土踏まずを鍛える運動や矯正装具などで治療することができる。
- 外反母趾は足の親指が骨を基盤として小指の方向に曲がってゆく器質的な病気で、体重が変わりやすく靭帯が緩む中年以降や足に合わない靴を履く人に多く発生し、先端部の細いハイヒール等を履く女性に発現が多いとされる。通常、靴を変えるだけでは治ることはなく、矯正を必要とする。痛風やリウマチにも変形性関節炎を伴い同様の症状が見られるため、鑑別診断が必要である。
- 多くが生まれついての病気に分類されるが内反足は男の子に多く早期発見、治療、矯正が大切な足の異常形態である。対して外反足は自然治癒が見込めるとされる。
- 足の指がZ字型に曲がって硬直してしまった症状をハンマートウという。靴を履いたとき等に痛む場合がある。
- 足首や膝に起こりやすい捻挫や脱臼は運動障害を伴った傷害であり、靭帯断裂等を伴い起き易く習慣化し易い症状であるため観察には注意が必要である。
- 他には痛風、魚の目、ケーラー病、レイノー病、キーパンチャー病、ビュルガー病、フィラリア等が引き起こす象皮病、他に爪の病気等が足に症状を引き起こす病気として多く挙げられる。
- また痛風罹患時には足の関節に尿素結晶が比較的できやすいとされる。

他にも様々な病因や病気があるが、実際に症状がある時は自己判断ではなく専門の医療機関に相談することが望ましい。

## 足具

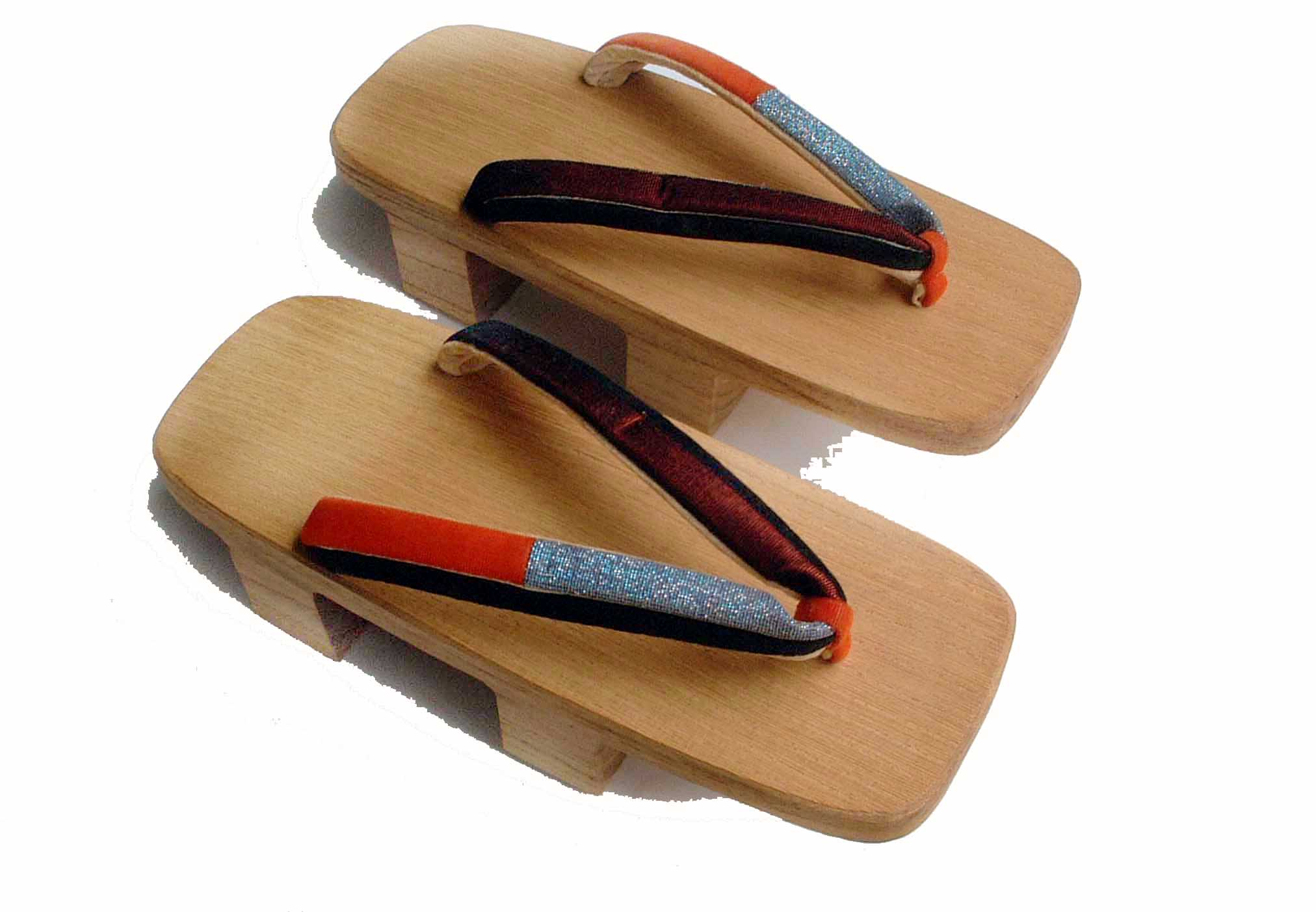
下駄

足の保護を基幹として衛生、外見の装飾等の目的として人は履物を備える。
- 草鞋
- 草履
- 下駄
- 雪駄
- 脚半
- 足袋
- サンダル
- 靴
  - ブーツ
  - 長靴

## 通念・文化

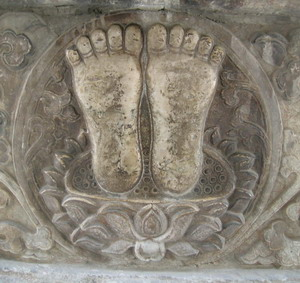
仏足石

### 「あし」の表現

#### 日本語
- 足は、脚の部分を含んで「あし」と使う場合があり、表記に限らずその区分は明確に分けられていないこともある。
- 動物や昆虫、机等の同じものを指す時は「脚」という漢字を主に使い、ヒトのそれを指す時はあまり区別なく「足」と「脚」を使う。
- 「肢」と言う漢字は「体から分かれる枝」と言う意味で器質的、生物的に使われることが多い。例として四肢と書き対の手と脚を指す。上肢、下肢と書いて手足を指す等。
- 「腿」と言う漢字は太ももや脹脛（フクラハギ）を意味する。上腿（ジョウタイ）と書いて下肢の膝から上を指し、下腿（カタイ）と書いて下肢の膝から先を指す。また大腿（ダイタイ）と書きモモを指し、小腿（ショウタイ）と書きふくらはぎ（脹脛）を指す。
- 足を「ソク」と読んで、対となる具足の数を数える場合に用いる時がある。例として靴下や靴などを「一足、二足（イッソク、ニソク）」と数える。
- 足・脚は本数に限らず、物の接地部を指して使うことがある。建造物の足、家具の足、椅子の足。また支柱が一つ以上になることによって「足」と表現する頻度が上がる。
- 幼児語で「あんよ」、丁寧語で「御御足(おみあし)」などと表現することがある。
- 足の指は趾（シ）と言う漢語を使い、手の指と区別を行っている。趾の数え方は拇指側から第I趾、第II趾、…と呼び、足の親指つまり第I趾を母趾とも呼ぶ。
- 生物が持つ肢を指すのに、適当な言葉がない時に「足」を用いることがある。海洋生物の蛸や烏賊の足は触手を含み、全てを足と表現するのは適当ではないが、ひと括りに「〜の足」と表現することが多い。「ゲジゲジの足」のように節足動物にも使われる。

#### 外国語
- 中国語では、日本語と同じ意味では「足」と言う漢字を使わず、「脚」を用いる。

### 慣用句など

#### 日本
- 乗り物が発明される前から、足は人間の基本的な移動手段（歩行、走る）であった。このため、どこかへ行くことを「足を運ぶ」、訪問が減ることを「足が遠のく」、遠方に赴くことを「足を伸ばす」等とも言う。
- 乗り物自体の比喩ともなっている。「移動手段がない」という意味で「足がない」、公共交通（路線バスや鉄道）などよく使われる移動手段を指して「地域住民の足」[4]、交通アクセスが乏しい目的地を「足の便が悪い」という表現も使われる。
- 「足を止める」は文字通りに歩く足を止めた状態を指すほか、光景や店頭などに見入ってしまうこと[5]、物事や人の進行を妨げること（「足止め」）の比喩としても使われる。同様の表現で、手を用いて「手を止める」と表記して進行中の作業を止めることを言う。
- 支出・経費が予算を超えるなど予定範囲のはみ出し部分を「足が出る」と言うことがある。
- モノの下部や下位を指して使うことがある。「足を切る」は、一連の末尾や規定数以下を削ると言う意味である」。大学入試における「足切り」は「二段階選抜」を参照。
- 犯罪などを行う好ましくない集団・行為からの脱却を指して「足を洗う」「足抜けする」と言う。後者は吉原遊廓などで、遊女の脱走という意味でも使われた。
- 食用魚のうち、中毒の原因となるヒスタミンがすぐ増える青魚、腐敗や食中毒菌の増殖が進みやすい魚を「足が早い」と言う[6]。
- 暴力団や非合法組織から離脱することを「足を洗う」と表現する。本来の宗教的な意味合いとは異なるが、ローマ法王が犯罪を起こして収監されている受刑者に対して洗足式を行い直々に洗ったことがある[7]。

### 信仰・民俗
- 日本仏教において釈迦如来の足は扁平足であり、それは「足下に隙間なく人を隠す為」と言う逸話が、薬師寺他多数の寺に残される仏足石にある。
- 護王神社（京都市）など、足腰の健康にご利益があるとされる寺社がある。